# 呉曦
呉 曦（漢音読み：ご ぎ、簡体字：吴曦、繁体字：吳曦、拼音：Wu Xi、1989年2月19日 - ）は、中華人民共和国・河北省石家荘市出身のサッカー選手。中国サッカー・スーパーリーグ・上海申花所属。中国代表。ポジションはミッドフィールダー、ディフェンダー。

## 経歴

### クラブ
2008年、乙級リーグに所属する河北天工でデビュー。2009年より超級リーグの上海申花に加入。ミロスラヴ・ブラジェビッチのもと、右サイドバックのレギュラーとしてプレー。時にボランチや攻撃的ミッドフィールダーを務めた。
2013年、江蘇舜天（のちに江蘇蘇寧）に移籍。2016年からキャプテンを務める。2015年にFAカップ優勝。2015年、2016年と2年連続でリーグのベスト11に選出されている。
2020年、江蘇でリーグ初優勝に貢献。しかし翌年チームが解散し、上海申花へ復帰。
2021年から中国代表キャプテンを務めている。

### 代表
2011年より中国代表に選出される。同年7月28日のFIFAワールドカップ予選ラオス戦(6-1)でデビュー。2013年10月15日のアジアカップ予選インドネシア戦(1-1)で初得点を決めた。
代表では主に中盤（ボランチ）で起用される。

## タイトル

### クラブ
江蘇舜天/江蘇蘇寧
- 中国サッカー・スーパーリーグ： (2020)
- 中国FAカップ： (2015)
- 中国サッカー・スーパーカップ： (2013)

### 個人
- 中国サッカー・スーパーリーグベストイレブン： (2015, 2016, 2019)